# Čiovo
Isla Čiovo (en croata: Otok Ciovo) es una pequeña isla situada frente a la costa del Adriático, en Croacia, con una superficie de 28,8 kilómetros cuadrados (15,3 kilómetros de longitud, y anchura de hasta 3,5 km), posee una población de 6.071 habitantes (datos de 2001) y su pico más alto alcanza los 218 m (Rudine).
El centro de la isla tiene las coordenadas geográficas 43°30′N 16°17′E / 43.500, 16.283, y la precipitación anual es de unos 900 mm.
Čiovo se encuentra en el centro de Dalmacia, protegiendo la ciudad de Trogir y el golfo Kaštela.